# Garaeus coloratus
Garaeus coloratus là một loài bướm đêm trong họ Geometridae.